# Jacques Lacan
Jacques-Marie-Émile Lacan, pogosteje Jacques Lacan (žák lakán), francoski psihoanalitik, psihiater in zdravnik, * 13. april 1901, Pariz, † 9. september 1981, Pariz. 
Za svoja dela na področju psihoanalize je štel, da so vrnitev k Freudu. To je pomenilo ponovno večje zanimanje za nezavedno, za kompleks kastracije in za vprašanje ega kot mozaika identifikacij, kot tudi osredotočenje na jezik pri vsej psihoanalizi. Postal je pomemben avtor tudi za področja izven psihoanaize, posebno v kritični literarni teoriji. 
Lacanova dela so naredila velik vtis na razvoj psihoanalize; ima veliko idejnih naslednikov (»lakanovci«) in združenj pod njegovim vplivom. Pod vplivom Lacanovih dognanj deluje Svetovno združenje za psihoanalizo (»World Association of Psychoanalysis«, WAP), ki ga vodi  Jacques-Alain Miller.

## Biografija
Rodil se je v Parizu, v družino srednjega sloja. Že kot mlad se je udeleževal raznih političnih srečanj. Potem ko so ga zavrnili v vojski, je začel študirati medicino in se specializiral kot psihiater. Že med študijem se je izobraževal o filozofiji, obiskoval je predavanja Alexandra Kojeva in študiral Heideggerja in Hegla.
Leta 1932 je doktoriral z nalogo o paranoji in njenih vplivih na človekovo osebnost (On Paranoiac Psychosis in its Relations to the Personality). Naloga je imela velik vpliv na nadrealistično umetnost, šteje pa kot začetek Lacanove psihoanalize. Vedno bolj se vidi vpliv Freuda in odklon od standardnih psihiatričnih metod. Kmalu po doktoratu leta 1936 je prvič predstavil svoje izsledke. Imel je predavanje o zrcalni fazi, ki pa ni bilo dobro sprejeto.
Po vojni, ki jo je Lacan preživel kot vojaški zdravnik, je ponovno poizkusil s predstavitvijo zrcalne faze. Leta 1951 je v Parizu začel z zasebnimi seminarji, ki so dve leti kasneje postali javni. Predaval je skoraj do konca svojega življenja, njegovi seminarji pa so imeli velik vpliv na pariško in širšo francosko kulturno sceno in javnost.
Proti koncu življenja je Lacanovo zdravje postalo tako slabo, da je prenehal s predavanji. Umrl je devetega septembra 1981.

## Koncepti

### Vrnitev k Freudu
Lacan je svoje delo začel z branjem Freuda. Zdelo se mu je, da je to edino legitimno izhodišče k psihoanalizi. V veliko fenomenih, ki jih je proučeval Freud (Spodrslaji, Šale, Sanje), je Lacan videl lingvistično osnovo, ki mu je nakazovala pomembnost jezika pri človeku.
Freudovo interpretacijo nezavednega je Lacan popeljal dalje, ko je dejal, da tu ne gre za primitiven in perverzen fetišističen del uma, marveč gre za kompleksno in strukturirano enoto, podobno umu. Podrobnejše branje obeh avtorjev razkriva, da se med sabo v resnici najbrž ne bi strinjala. Lacan se k Freudu ne vrne, da bi se od njega učil, ampak da bi mu pokazal, kje se je motil. Čeprav je Freud starejši od Lacana, danes veliko filozofov pravi, da je Freudova edina napaka, da ni lacanovec.

### Zrcalna faza
Lacanov prvi teoretski podvig predstavlja tako imenovana zrcalna faza v razvoju, kjer se formira lingvistični "Jaz" oziroma freudovski ego. Otrok naj bi na nekti točki v zrcalu opazil svoje telo in ga zaznal kot objekt identifikacije, na podlagi katerega se formira ego, ki ni nič drugega kot sama identifikacija z (imaginarnim) objektom, ki ga otrok zazna. Lahko gre za lastno podobo v zrcalu ali pa za nekaj drugega, lahko gre celo za drugega otroka.
Kasneje je Lacan zrcalno fazo potegnil dalje, ko je dejal, da gre za več kot le moment v življenju otroka, šlo naj bi za stalno prakso identifikacije z objektom.

### Veliki drug/drug
Pri vplivu na posameznika pozna Lacan dva "druga". Velika in malega druga, ki ju velikokrat označi z a ali A.
Mali drugar (a), v resnici ni drug posameznega ega, ker je refleksija ali projekcija ega. Veliki drug po drugi strani, skupaj z egom tvori radikalno dihotomijo. Presega sfero imaginarnega, ker predstavlja jezik, jezikovna pravila in vse kar sledi iz tega: Morala, Zakon... Veliki drug operira v sferi simbolnega, oziroma v odnosu do ega je simbolno.
Lacan pravi, da lahko vsak subjekt drugemu subjektu predstavlja objekt (in položaj v simbolnem kodu) velikega drugega. Mama na primer, pri otroku zaseda mesto velikega drugega, ker je vsaka otrokova želja namenjena mami, ki pomaga.
Pomembno je, da je veliki drug vedno virtualen, namišljen, saj je nesmiselno govoriti o ontološkem obstoju. V resnici ga ni, pa se delamo da obstaja, da lahko uporabljamo jezik in simbolno. Lacan ugotavlja, da vsak subjekt čuti pomanjkanje v velikem drugem, tako imenovani manjko (manque).

### Imaginarno, Simbolno, Realno
Imaginarno, tesno povezano z zrcalno fazo, pri Lacanu predstavlja slike, domišljijo. Predstavlja izkustvo v grobem iste vrste, kot človekova primarna čutila (čeprav ne sme nikoli biti izenačeno!). Imaginarno nastopa tudi v jeziku, vsak označevanec je objekt, ki stoji v imaginarnem.
Simbolno je lingvistična dimenzija, konstrukt, ki ureja objekte imaginarnega, ki so v simbolnem kodu prikazani kot označevalci - besede.Nimajo pozitivističnega obstoja, simbolno ureja le njih relacijo. V kodu (oziroma kod sam) je skrit tudi virtualni veliki drugi.
Realno je zadnji del triade in je vse tisto, kar je izven jezika. Imaginarno dobi pomen šele takrat, ko je prestavljeno v simbole, ko z logiko jezika operiramo s simboli in jih na različne načine primerjamo med sabo. Stvari, ki temu procesu ubežijo, Lacan imenuje realno.

### Želja
Tako kot Freud, tudi Lacan veliko uporablja koncept želje, tudi tu je ta vedno del nezavednega. Lacan pravi, da je naša želja vedno želja velikega drugega, torej si vedno želimo isto, kot nam narekuje. V klinični psihoanalizi, pravi, je prav razumevanje želje ključno do zdravljenja.

## Primerjava Lacana s Freudom
Za Lacana je nezavedno strukturirano kot jezik. Freud je menil, da duševno strukturo predstavljajo ono (id), jaz (ego) in nadjaz (superego), Lacan pa je zagovarjal drugačne strukturne elemente, in sicer imaginarnost (ang. the imaginary), simboličnost (ang. the symbolic) in realno (ang. the real), ki pravzaprav odražajo stopnje psihičnega zorenja (po  Freudu so razvojne faze oralna, analna, latentna, falična in genitalna). Cilj Freudovske psihoanalize je krepitev racionalnega ega (na tak način lahko namreč minimiziramo nevroze), za Lacana pa je to nemogoče, saj je ego sam po sebi iluzoren (produkt nezavednega, ki je produkt jezika).
Razlike so tudi čisto praktične, Freud je denimo zastopal psihoanalizo s fiksnimi urami seans, medtem ko je Lacan naključno prekinjal seanse, ker je verjel da je presekano delo bolj produktivno. Na koncu  sta oba avtorja dokaj kompatibilna, ker veliko teorije Lacana izhaja iz Freuda, oziroma iz kritike Freuda.

## Lacanova klinična psihoanaliza
Lacanova psihoanaliza je radikalno drugačna od ortodoksnih pristopov. Kot že prej omenjeno, Lacan seanso prekine naključno, tako da oddide pacient domov brez da bi do konca vse povedal, kar povzroči frustracijo. Zaradi radikalno drugačnih pogledov je bil tudi izključen iz mednarodne zveze psihoanalitikov. 

## Lacan v slovenskem prostoru
Prenos analitične vednosti in uradno izvajanje kliničnega formiranja psihoanalitikov lacanovske orientacije se v Sloveniji odvija v okviru Slovenskega društva za lacanovsko psihoanalizo. Društvo je leta 2016 podalo mednarodno iniciativo za transparentnost lacanovske psihoanalize v Sloveniji in proti zlorabi Lacanovih konceptov s strani filozofa Slavoja Žižka in Mladena Dolarja. Pri tem je izpostavilo, da je Društvo za teoretsko psihoanalizo neavtorizirano prevajalo in izdajalo seminarje Jacquesa Lacana v slovenščino, neavtorizirano objavljalo prevode Lacanovih del v reviji Problemi in izpostavilo, da teoretska psihoanaliza v lacanovski psihoanalizi ne obstaja. Mladen Dolar je na spletni strani Društva za teoretsko psihoanalizo odgovoril: "Slovensko Društvo za teoretsko psihoanalizo obstaja že 35 let, celotno njegovo delo je javno dostopno, transparentno in mednarodno znano. Njegov status in ugled temeljita na desetletjih vztrajnega dela, ki se osredotoča na presečišča in srečanja med filozofijo in psihoanalizo. Nikoli ni trdilo, da se ukvarja s čim drugim kot s teoretsko psihoanalizo, kar ni v nikakršnem konfliktu s psihoanalitično prakso, niti ni nikoli nihče trdil, da bi eno lahko bilo nadomestek za drugo." Lacanov intelektualni dedič je junija 2017 podal kritiko Slavoja Žižka in Mladena Dolarja, pri čemer je izpostavil, da je pojem teoretska psihoanaliza lažna valuta in izrazil podporo uradni lacanovski psihoanalitičarki v Sloveniji Nini Krajnik: Slavoj, Mladen Dolar, tudi v Ljubljani vas gleda temno oko, in ni tisto, ki je gledalo Kajna, saj naj živi Nina.